# Buckman Tavern
Die Buckman Tavern ist eine historische Gaststätte – heute ein Museum – gegenüber dem Lexington Battle Green in Lexington im Bundesstaat Massachusetts der Vereinigten Staaten. Sie war zu Beginn des Amerikanischen Unabhängigkeitskriegs Teil der Gefechte von Lexington und Concord und ist seit den 1960er Jahren als National Historic Landmark im National Register of Historic Places eingetragen.

## Architektur
Das Gebäude steht auf einem 1,2 ha großen Grundstück östlich des Lexington Common, das als Merriam Estate bekannt ist und sich im Eigentum der Stadt Lexington befindet. Es wurde 1690 errichtet, später dann vergrößert und umgebaut, bis es 1775 sein heutiges Aussehen im Stil der Georgianischen Architektur erhielt. In den 1970er Jahren wurde es umfangreich modernisiert.
Das zweistöckige Gebäude besteht vollständig aus Holz und verfügt über ein Walmdach, das von Dachgauben durchbrochen wird. Der Haupteingang ist außermittig an der Frontseite platziert und wird von Pilastern dorischer Ordnung flankiert, die ein Gebälk sowie ein Zahnschnitt-Giebeldreieck tragen. Zwei miteinander verbundene Anbauten grenzen im Nord- bzw. Südosten an das Hauptgebäude.
Auf dem Grundstück befinden sich zudem – unter anderem – ein nordwestlich der Taverne stehendes, als Steinrelief ausgeführtes Denkmal an die Minutemen von Lexington, das von Bashka Paeff geschaffen und am 19. April 1949 eingeweiht wurde, sowie ein 1965 errichtetes Besucherzentrum.

## Historische Bedeutung
Die Buckman Tavern ist das älteste Wirtshaus in Lexington und diente als Hauptquartier der Miliztruppen während der Gefechte von Lexington und Concord, die als der Beginn des Amerikanischen Unabhängigkeitskriegs gelten. In ihren Wänden sind heute noch die Spuren eingeschlagener britischer Musketenkugeln zu sehen.
Das Gasthaus wurde nach John Buckman benannt, der es 1775 betrieb und zugleich den Minutemen angehörte. Die Milizen trafen sich dort während ihrer regelmäßigen Übungen auf dem benachbarten Lexington Common, sodass das Haus auch am 19. April 1775 als Versammlungsort diente, um sich auf die herannahenden britischen Truppen vorzubereiten.
Das Gebäude wurde 1913 von der Stadtverwaltung erworben und an die Lexington Historical Society verleast, die es heute als Museum betreibt.